# Bad Tölz-Wolfratshausen
Bad Tölz-Wolfratshausen é um distrito da Alemanha, na região administrativa de Oberbayern, estado de Baviera.

## Cidades e Municípios
- Cidades:

1. Bad Tölz
2. Geretsried
3. Wolfratshausen

- Municípios:

1. Bad Heilbrunn
2. Benediktbeuern
3. Bichl
4. Dietramszell
5. Egling
6. Eurasburg
7. Gaißach
8. Greiling
9. Icking
10. Jachenau
11. Kochel
12. Königsdorf
13. Lenggries
14. Münsing
15. Reichersbeuern
16. Sachsenkam
17. Schlehdorf
18. Wackersberg